# 石川県立七尾農業高等学校
石川県立七尾農業高等学校（いしかわけんりつ ななおのうぎょうこうとうがっこう、英: Ishikawa Prefectural Nanao Agricultural High School）は、かつて石川県七尾市下町にあった公立の農業高等学校。1999年（平成11年）5月の石川県高校再編整備計画の中で、石川県立七尾商業高等学校、石川県立七尾工業高等学校と統合して石川県立七尾東雲高等学校（当校所在地に設立）となり、2006年（平成18年）3月末に閉校した。通称は「七農（ななのう）」。

## 設置学科
- 生物資源科
- 林業緑地科

## 教育方針

### 教育目標
勤労と責任を重んじ、自律・強調の精神に富み、心身ともに健康で、明るく豊かな地域社会の発展に貢献できる人間を育成する。

### 教育方針
1. 農業の意義や役割を理解し、主体的に農業の発展を図る人間の育成に努める。
2. 課題意識や科学的な探求心をもつとともに、想像力のある人間の育成に努める。
3. 自律・協調の精神に富み、責任感の旺盛な人間の育成に努める。
4. 自然と人間との共存を図るとともに、郷土を愛する心豊かな人間の育成に努める。
5. 健康と体力の増進を図るとともに、意欲的で実践力のある人間の育成に努める。

## 沿革
- 1940年（昭和15年） - 前身となる石川県立七尾農学校設立。
- 1948年（昭和23年） - 学制改革により、石川県立七尾農業高等学校となる。
- 1949年（昭和24年） - 石川県立七尾高等学校へ統合。
- 1955年（昭和30年） - 農業課程が七尾高等学校から分離独立し、石川県立七尾農業高等学校となる。
- 2004年（平成16年）4月1日 - 石川県立七尾東雲高等学校の新設開校に伴い募集停止。
- 2006年（平成18年）
  - 3月4日 - 最後の卒業式、閉校式典挙行。
  - 3月31日 - 閉校。

## 部活動
- 運動部 - 陸上競技、バレーボール、卓球、バドミントン、登山、野球、サッカー
- 文化部 - 茶道、華道、測量、生命科学、パソコン、美術

## 所在地
〒926-0824 石川県七尾市下町戊部12の1